# لئو فوربستاین
لئو فوربستاین (انگلیسی: Leo Forbstein؛ ‏ ۱۶ اکتبر ۱۸۹۲ – ۱۶ مارس ۱۹۴۸) آهنگساز، موسیقی‌دان و رهبر ارکستر اهل ایالات متحده آمریکا بود.
وی دو مرتبه نامزدِ دریافت «جایزه اسکار بهترین موسیقی فیلم» بابت موسیقی متنِ فیلم‌های کاپیتان بلاد و زندگی امیل زولا بود و یک‌مرتبه در سال ۱۹۳۶ میلادی بابت فیلم آنتونی ادورس برندهٔ این جایزه شد.

## گزیدهٔ آثار
- جانی بلیندا (۱۹۴۸)
- طناب (۱۹۴۸)
- گنج‌های سیرا مادره (۱۹۴۸)
- خواب گران (۱۹۴۶)
- میلدرد پیرس (۱۹۴۵)
- آقای اسکفینگتون (۱۹۴۴)
- کازابلانکا (۱۹۴۲)
- حالا، مسافر (۱۹۴۲)
- احمق آمریکایی خوش‌تیپ (۱۹۴۲)
- ردیف پادشاهان (۱۹۴۲)
- شاهین مالت (۱۹۴۱)
- گروهبان یورک (۱۹۴۱)
- ملاقات با جان دو (۱۹۴۱)
- نامه (۱۹۴۰)
- پیروزی سیاه (۱۹۳۹)
- جزبل (۱۹۳۸)
- زندگی امیل زولا (۱۹۳۷)
- آنتونی ادورس (۱۹۳۶)
- کاپیتان بلاد (۱۹۳۵)
- خیابان ۴۲ (۱۹۳۳)
- فراری از گروه مجرمان (۱۹۳۲)
- قیمت خرید (۱۹۳۲)
- فرود و فراز سوزان لنوکس (۱۹۳۱)
- پرستار شب (۱۹۳۱)